# 1891 في الولايات المتحدة
فيما يلي قوائم الأحداث التي وقعت خلال عام 1891 في الولايات المتحدة.

## سياسة

### تعيين في المنصب
- 1 يناير – ألبرت ب فال عضو مجلس نواب نيومكسيكو.
- 8 يناير – هنري هاريسون ماركهام حاكم كاليفورنيا.
- 13 يناير – جون لونغ روث Governor of Colorado [الإنجليزية]‏.
- 4 مارس – إدوارد دوغلاس وايت عضو مجلس الشيوخ الأمريكي.
- 4 مارس – وليام جيننغز بريان عضو مجلس النواب الأمريكي.
- 7 أبريل – توماس مايكل هولت حاكم كارولينا الشمالية [الإنجليزية]‏.
- 26 مايو – هربرت دبليو. لاد حاكم رود آيلاند [الإنجليزية]‏.

### انتهاء فترة المنصب
- 1 يناير – توماس مايكل هولت نائب حاكم شمال كارولينا [الإنجليزية]‏.
- 5 يناير – فرانسيس بيل حاكم نيفادا  [لغات أخرى]‏.
- 7 يناير – جون ميلر حاكم شمال داكوتا [الإنجليزية]‏.
- 8 يناير – روبرت ويتني وارمن حاكم كاليفورنيا.
- 3 مارس – جوزيف ايمرسون براون عضو مجلس الشيوخ الأمريكي.
- 3 مارس – جيمس شيرمان عضو مجلس النواب الأمريكي.
- 3 مارس – ويليام ماكينلي عضو مجلس النواب الأمريكي.
- 4 مارس – وليام ماكسويل إيفرتس عضو مجلس الشيوخ الأمريكي.
- 2 سبتمبر – سيمون بوليفار باكنر حاكم كنتاكي [الإنجليزية]‏.

## ظهور
- 1 يناير – كرة السلة

## مواليد

### يناير
- 1 يناير – ألفين لوفتيس درّاج طريق من الولايات المتحدة الأمريكية.
- 1 يناير – تشارلز بيكفورد
- 1 يناير – ديف بالتز ملاكم من الولايات المتحدة الأمريكية.
- 7 يناير – زورا نيل هيرستون
- 10 يناير – لويس أيه جونسون سياسي أمريكي.
- 14 يناير – موريس بلاك ممثل أمريكي.
- 17 يناير – ليونارد وايت مؤرخ أمريكي.
- 26 يناير – ويلدر بنفيلد

### فبراير
- 2 فبراير – جاك ديلون ملاكم من الولايات المتحدة الأمريكية.
- 12 فبراير – روبرت باترسون ب.
- 13 فبراير – غرانت وود رسام أمريكي.
- 14 فبراير – كاثرين ستينسون طيارة من الولايات المتحدة الأمريكية.
- 22 فبراير – جورج جاسك
- 26 فبراير – آل بريدج ممثل أمريكي.

### مارس
- 18 مارس – والتر شويهارت
- 19 مارس – إيرل وارين سياسي أمريكي.
- 22 مارس – تومي جيبونز ملاكم من الولايات المتحدة الأمريكية.

### أبريل
- 1 أبريل – سيسيل أرنولد ممثلة أمريكية.
- 5 أبريل – فريدريك فولي
- 12 أبريل – مارغريت كلايتون ممثلة من الولايات المتحدة الأمريكية.
- 15 أبريل – والاس ريد
- 22 أبريل – بيل بينيت
- 23 أبريل – جيف سميث ملاكم من الولايات المتحدة الأمريكية.

### مايو
- 11 مايو – هنري مورغنثاو سياسي من الولايات المتحدة الأمريكية.
- 20 مايو – وليام هابر ممثل من الولايات المتحدة الأمريكية.
- 22 مايو – روبرت سبرول
- 29 مايو – كاسون فيرغسون

### يونيو
- 3 يونيو – ماري براون لاعبة كرة مضرب أمريكية.
- 5 يونيو – إرنست والكر عالم حيوان من الولايات المتحدة الأمريكية.
- 9 يونيو – كول بورتر
- 10 يونيو – باتلينج فينسكي ملاكم من الولايات المتحدة الأمريكية.
- 26 يونيو – سيدني هوارد كاتب أمريكي.
- 27 يونيو – تشارلز دوريان
- 28 يونيو – كارل بانزرام

### يوليو
- 5 يوليو – جون نورثروب
- 7 يوليو – فرجينيا راب
- 28 يوليو – جو إي براون ممثل أمريكي.
- 28 يوليو – ريتشارد سكيتس غالاغر ممثل أمريكي.

### أغسطس
- 10 أغسطس – جورج فيشر ممثل من الولايات المتحدة الأمريكية.
- 10 أغسطس – جون هنري ستيل سياسي أمريكي.
- 16 أغسطس – هاري تشيشير ممثل أمريكي.
- 19 أغسطس – ميلتون هيومايسون عالم فلك أمريكي.
- 28 أغسطس – ستانلي أندروز ممثل أمريكي.
- 29 أغسطس – دوروثي ويست ممثلة أمريكية.

### سبتمبر
- 12 سبتمبر – آرثر سولزبرجر ناشر من الولايات المتحدة الأمريكية.
- 12 سبتمبر – فريدريك كيلي
- 15 سبتمبر – بيلي جيلبرت ممثل ومخرج أمريكي.
- 26 سبتمبر – ألفريد لين لاعب رماية من الولايات المتحدة الأمريكية.
- 28 سبتمبر – والدن مارتن درّاج طريق من الولايات المتحدة الأمريكية.

### أكتوبر
- 22 أكتوبر – باركر فينيلي

### نوفمبر
- 4 نوفمبر – إدوارد فرنسيس كلاين ممثل ومخرج أمريكي.
- 7 نوفمبر – ميريام كوبر
- 10 نوفمبر – كارل ستالينغ
- 15 نوفمبر – أفيريل هاريمان سياسي أمريكي.
- 22 نوفمبر – فلورنسا باركر

### ديسمبر
- 15 ديسمبر – أ. ب. كارتر موسيقي أمريكي.
- 25 ديسمبر – إيرل فوكس ممثل من الولايات المتحدة الأمريكية.
- 26 ديسمبر – هنري ميلر روائي أمريكي.

## وفيات

### يناير
- 2 يناير – دانيال كلارك (مواليد 1809) سياسي أمريكي.
- 17 يناير – جورج بانكروفت (مواليد 1800) سياسي أمريكي.

### فبراير
- 13 فبراير – ألكسندر هيو هولمز ستيوارت (مواليد 1807) سياسي أمريكي.
- 14 فبراير – ويليام شيرمان (مواليد 1820)

### مارس
- 16 مارس – جون برادي (مواليد 1822) قاضي أمريكي.
- 18 مارس – ويليام هيرندون (مواليد 1818) سياسي أمريكي.
- 23 مارس – آن لينش بوتا (مواليد 1815)
- 23 مارس – لوسيوس روبنسون (مواليد 1810) سياسي أمريكي.

### أبريل
- 2 أبريل – ألبرت بايك (مواليد 1809)
- 7 أبريل – بي تي بارنوم (مواليد 1810) سياسي أمريكي.
- 12 أبريل – روبرت ويتني وارمن (مواليد 1826) سياسي من الولايات المتحدة الأمريكية.
- 30 أبريل – جوزيف ليدي (مواليد 1823)

### مايو
- 21 مايو – ألفونسو تافت (مواليد 1810) دبلوماسي أمريكي.

### يونيو
- 19 يونيو – ديفيد سيتيل ريد (مواليد 1813) سياسي أمريكي.

### يوليو
- 4 يوليو – هانيبال هاملين (مواليد 1809) سياسي أمريكي.
- 20 يوليو – ديفيد شلبي وولكر (مواليد 1815) سياسي أمريكي.

### أغسطس
- 12 أغسطس – جيمس راسل لويل (مواليد 1819)
- 14 أغسطس – سارة بوك (مواليد 1803) سياسية من الولايات المتحدة الأمريكية.

### سبتمبر
- 28 سبتمبر – هرمان ملفيل (مواليد 1819)

### ديسمبر
- 4 ديسمبر – ادموند ديك تايلور (مواليد 1804) سياسي أمريكي.
- 23 ديسمبر – جون كريسويل (مواليد 1828) سياسي أمريكي.